# Giuseppe Pisante
Giuseppe Pisante (San Severo, 3 gennaio 1942 – Milano, 10 giugno 2009) è stato un imprenditore italiano, proprietario del gruppo EMIT.
Nato a San Severo in Puglia, papà di tre figli e secondogenito di sette fratelli, si è trasferito a Milano per gli studi universitari. Cavaliere del lavoro dal 2 giugno 1988 proprietario del gruppo EMIT (Ercole Marelli Impianti Tecnologici), azienda leader in vari settori dell'industria pesante e dello smaltimento di rifiuti solidi e liquidi. Laureatosi in chimica industriale, ha iniziato la propria attività imprenditoriale in una società del settore chimico, la Apsa. Ha poi rilevato dalla società americana Metcalf & Eddy Ltd di Boston unitamente al Gruppo Techint la società Acqua. Fu presidente della Fineco S.p.A., finanziaria di controllo del Gruppo EMIT che possedeva rilevanti partecipazioni, congiuntamente al Gruppo Veolia, in SIBA, leader in Italia nel settore della costruzione di impianti di trattamento acque e della gestione di concessioni di distribuzione idrica.